# Ľubochňa
Ľubochňa (hongrois : Fenyőháza) est un village de Slovaquie situé dans la région de Žilina.

## Histoire
La première mention écrite du village date de 1818.

## Démographie

### Évolution de la population
| Année:               | 1994. | 2004.   | 2014.   | 2024.   |
| -------------------- | ----- | ------- | ------- | ------- |
| Nombre de personnes: | 1065  | 1042    | 1053    | 1045    |
| Différence:          |       | -2,15 % | +1,05 % | -0,75 % |

| Année:               | 2023. | 2024.   |
| -------------------- | ----- | ------- |
| Nombre de personnes: | 1052  | 1045    |
| Différence:          |       | -0,66 % |